# Артемівка (Петрівський район)
Арте́мівка — колишнє село в Україні, підпорядковувалося Зеленській сільській раді Петрівського району Кіровоградської області. 
Виключене з облікових даних рішенням Кіровоградської обласної ради від 20 травня 2016 року.

## Населення
Згідно з переписом УРСР 1989 року чисельність наявного населення села становила 12 осіб, з яких 4 чоловіки та 8 жінок.
За переписом населення України 2001 року в селі мешкало 19 осіб.

### Мова
Розподіл населення за рідною мовою за даними перепису 2001 року:
| Мова       | Відсоток |
| ---------- | -------- |
| українська | 73,68 %  |
| російська  | 26,32 %  |